# Kovacsevics István
Stjepan Kovačević (magyarosan Kovacsevics István vagy más átírásban Kovačevic István) (Tovarnik, 1841. december 2. – Zágráb, 1913. április 25.) horvát politikus, főispán, horvát-szlavón-dalmát miniszter.

## Élete
Jogi tanulmányait Pécsett és Pesten végezte, 1861-ben Szerém vármegye szolgálatába lépett. 40 évi működés után Zágráb vármegye főispánjaként ment nyugdíjba 1901-ben. A horvát tartománygyűlésen Draganić kerületet képviselte. 1901-től a magyar országgyűlés tagja. 1905. június 18-tól 1906. április 8-ig horvát-szlavón-dalmát miniszter.